# Дорога Умрао
Дорога Умрао (урду امراؤ جان, гінді उमराव जान, англ. Umrao Jaan) — художній кінофільм, знятий в Індії в 1981 році, в оригіналі на мові урду. Екранізація роману Мірзи Мухаммада Хаді Русви «Танцівниця», сюжет якого заснований на реальних подіях з життя відомої індійської поетеси і танцівниці XIX століття Умрао-Джан-Ада. У головних ролях знялися Рекха, Фарукх Шейх, Насируддін Шах, Радж Баббар. Музика в цьому фільмі своєрідна, що зливається в один сумний мотив, спрямований тільки на те, щоб служити супроводом віршам Умрао.

## Сюжет
Індія, XIX століття. Фільм починається з того, що в 1840 році в буржуазній мусульманській сім'ї в Файзабаді йде підготовка до традиційного весілля 12-річної дівчинки на ім'я Аміран. Сусід Ділавар-Хан, який провів деякий час у в'язниці в результаті показань батька Аміран, викрадає дівчинку і продає в публічний будинок у Лакхнау. Аміран спробувала втекти, але її обманом повернули назад і покарали.
У місті Лакхнау, в якому в той час зберігалися давні культурні традиції, Аміран навчили мистецтву бути таваїф (куртизанкою), співу, танців, віршуванню, і назвали новим ім'ям — Умрао. Через кілька років Умрао виросла красивою і освіченою дівчиною з благородною душею. Насолодитися мистецтвом Умрао приходило безліч людей, за право провести з нею час дорого платили, тому її прозвали «Дорога Умрао».
Одного разу Умрао закохується в молодого хлопця з вищого суспільства на ім'я Наваб Султан, і ця любов змінює її життя. Молоді люди деякий час щасливо живуть удвох, але Наваб Султан повинен одружитися з іншою дівчиною за вибором своєї сім'ї. Наваб Султан запрошує Умрао танцювати на його весіллі. Умрао погоджується, але її серце розбите.
Життя дарує Умрао зустріч з Гаухаром Мірзою, який незабаром гине. Умрао знайомиться з лихим отаманом розбійників Фаїзом Алі й біжить з ним у надії вийти за нього заміж і залишити професію куртизанки і Лакхнау в минулому. Але Фаїза Алі заарештовує поліція і відправляє до в'язниці.
Незабаром у результаті нападу британських військ на Лакхнау Умрао з деякими іншими людьми змушена рятуватися втечею. Жителі одного з сіл, дізнавшись, що вона — куртизанка, просять її заспівати і станцювати. Умрао погоджується ненадовго залишитися і танцювати. Вона впізнає місця, в яких жила з сім'єю в дитинстві. Місцеві жителі розповідають Умрао, що її батько давно помер. Умрао зустрічається зі своїми матір'ю та братом, які вважали її померлою. Її мама була б рада прийняти дочку назад у сім'ю, але брат забороняє, бо професією куртизанки Умрао заплямувала себе. Брат проганяє Умрао з дому, сказавши, що хотів би бачити її мертвою.
У кінці фільму Умрао-Джан-Ада повертається в розграбований Лакхнау і спорожнілий будинок розпусти, бо у неї нічого в житті не залишилося, крім професії куртизанки і поезії, і хоче самотності і спокою.

## У ролях
| Актор              | Роль                                            |
| ------------------ | ----------------------------------------------- |
| Рекха              | Аміран / Умрао (таваїф (куртизанка))            |
| Фарукх Шейх        | Наваб Султан                                    |
| Насируддін Шах     | Гаухар Мірза                                    |
| Радж Баббар        | Фаїз Алі                                        |
| Шаукат Кайфі       | Ханум-Джан (власниця публічного дому в Лакхнау) |
| Діна Патхак        | Хуссаїн (власниця публічного дому в Лакхнау)    |
| Према Нараян       | Бісміллах, куртизанка, подруга Умрао)           |
| Гаджанан Джагірдар | Маулві-сахіб (учитель Умрао)                    |
| Сатіш Шах          | Ділавар-Хан (викрадач Аміран)                   |
| Ріта Рані Коул     | Рам Деї (подруга Аміран)                        |
| Мукрі              | Парнан Азіз                                     |
| Умме Фарва         | Аміран у дитинстві                              |
| Сіма Сатх'ю        | Аміран у дитинстві                              |

## Пісні
| #   | Назва                      | Автор слів  | Виконавець                                                                | Тривалість |
| --- | -------------------------- | ----------- | ------------------------------------------------------------------------- | ---------- |
| 1.  | «Dil Cheez Kya Hai»        | Шахріяр     | Аша Бхосле                                                                | 6:06       |
| 2.  | «In Aankhon Ki Masti»      | Шахріяр     | Аша Бхосле                                                                | 5:42       |
| 3.  | «Jab Bhi Milti Hai»        | Шахріяр     | Аша Бхосле                                                                | 1:28       |
| 4.  | «Jhoola Kinne Dala»        | Шахріяр     | Устад Гхулам Мустафа Хан, Шахіда Хан Нізамі                               | 2:31       |
| 5.  | «Justuju Jiski Thi»        | Шахріяр     | Аша Бхосле                                                                | 4:37       |
| 6.  | «Kahe Ko Byahi Bides»      | Амір Хусроу | Джагджт Каур                                                              | 4:52       |
| 7.  | «Raagmala»                 | Шахріяр     | Устад Гхулам Мустафа Хан, Руна Прасад, Шахіда Хан, Устад Гхулам Садік Хан | 5:22       |
| 8.  | «Yeh Kya Jagah Hai Doston» | Шахріяр     | Аша Бхосле                                                                | 6:07       |
| 9.  | «Zindagi Jab Bhi»          | Шахріяр     | Талат Азіз                                                                | 4:51       |
| 10. | «Pratham Dhar Dhyan»       |             | Устад Гхулам Мустафа Хан                                                  |            |

## Нагороди та номінації
Національна кінопремія Індії
- Найкраща жіноча роль (Рекха)
- Найкраща закадрова співачка (Аша Бхосле)
- Найкраща музика до пісень (Мохаммед Захур Хайям)
- Найкращий художник-постановник (Манзур)

Filmfare Awards
- Найкраща режисура (Музаффар Алі)
- Найкраща музика до пісень (Хайям)